# Carl Friedrich Meyer (Mediziner)

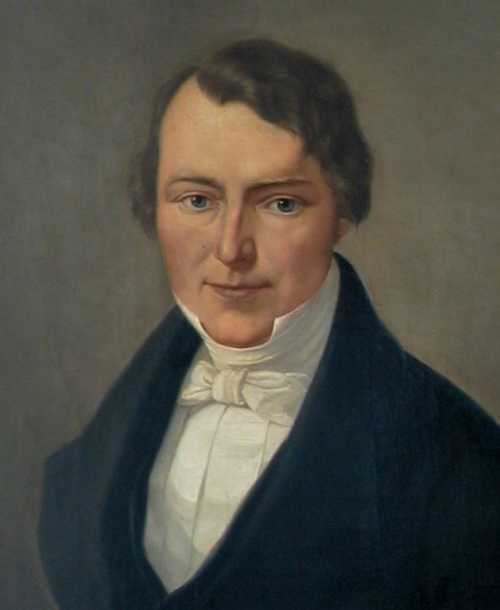
Carl Friedrich Meyer

Carl Friedrich Meyer (* 4. August 1803 in Lübbecke (Westfalen); † 27. Juni 1886 in Eitorf (Sieg)) war ein deutscher Arzt und Psychiater. Als Gründer und Direktor der „Heil- und Pflegeanstalt für Geisteskranke und Gemütsleidende“ in Eitorf gehörte er zu den Begründern der angewandten Psychiatrie im Rheinland.

## Lebenslauf
Meyer wurde 1803 als Sohn des Chirurgen Anton Heinrich Meyer und dessen Frau Amalia Charlotte Boesch in Lübbecke geboren. Nach einer Lehre bei einem Chirurgen, dem anschließenden Besuch der Lateinischen Schule in Hannover und einer Ausbildung beim Medizinisch-chirurgischen Institut in Minden wurde er 1824 an der Rheinischen Friedrich-Wilhelms-Universität in Bonn im Fach Medizin immatrikuliert.
Über die Vorlesungen über „Irrenkunde“ des Ordinarius für Innere Medizin, Christian Friedrich Nasse (1778–1851), kam Meyer an die damals völlig neue Fachrichtung Psychiatrie. Im Jahre 1828 promovierte er und legte 1831 die medizinische Staatsprüfung ab. Seit 1827 war er bereits als Assistenzarzt an der 1825 gegründeten Siegburger Irrenheilanstalt unter Leitung von Obermedizinalrat Maximilian Jacobi (1775–1858) tätig.

## Wirken
Nach seiner Rückkehr und Niederlassung in Eitorf als praktischer Arzt heiratete er 1831 Antoinette Komp, Witwe des Forstmeisters Joseph Windscheid, Tochter des wohlhabenden Eitorfer Kaufmannes Peter Wilhelm Komp. 1832 zog das Ehepaar nach Radevormwald, 1839 nach Elberfeld, wo Meyer als praktischer Arzt, Armenarzt und Geburtshelfer tätig war. Bereits dort begann er mit der Aufnahme und Betreuung von Gemütskranken. 1846 zog Meyer mit seiner Familie wieder nach Eitorf zurück, wo er seine private Pflegeanstalt aufbaute und dazu die erforderliche königliche Konzession erhielt.
Die Anstalt („Meyers Hoff“) bestand aus mehreren Gebäuden in einem Areal, welches heute Teil der Innenstadt Eitorfs ist. Es wurden bis zu 55 Patienten gepflegt, die in einer bis dahin nicht üblichen familiären Umgebung und Behandlung therapiert wurden. Aufenthalt und Pflege waren privat finanziert. Nach der Umgestaltung des rheinischen „Irrenwesens“ und der Errichtung weiterer öffentlicher Pflegeanstalten zwischen 1876 und 1882 trug sich die Meyersche Anstalt nicht mehr und wurde geschlossen. Die allgemeine Anerkennung für seine fachlichen und sozialen Leistungen wurde Meyer durch den Ehrentitel „Geheimer Sanitätsrat“ sowie durch die Verleihung des Roter-Adler-Ordens 1881 zuteil. Er war Mitglied der Gesellschaft Deutscher Naturforscher und Ärzte.
Heute erinnert eine Gedenktafel in Eitorf an die ehemalige Pflegeanstalt und die Bemühungen des Carl Friedrich Meyer sowie die seines Sohnes August Philipp Ottokar Meyer (1835–1904), der das Lebenswerk seines Vaters nochmal aufgriff und für einige Jahre in ähnlicher Form fortführte.